# Смолин, Геннадий Александрович
Генна́дий Алекса́ндрович Смо́лин (род. 1955, Шацк, Рязанская область, СССР) — советский и российский писатель, журналист, PR-менеджер. В 2007 году опубликовал биографию Вольфганга Амадея Моцарта «Гений и злодейство», в которой на основе новейшего нейтронно-активационного анализа сохранившихся волос композитора обосновал его отравление. В 2008 году был обвинён вдовой переводчика Виктора Изгородина в плагиате русского перевода 1991 года книги немецких авторов о смерти Моцарта.

## Биография
Геннадий Смолин родился в 1955 году в городе Шацке Рязанской области.
Окончил физико-механический факультет Ленинградского политехнического института (1973—1979). После окончания института работал инженером-физиком в Красноярске.
Рассказы Смолина публиковались в газетах «Литературная Россия», «Литературная газета», «Правда», «Сельская жизнь», журналах «Юность», «Молодая гвардия», «Наш современник», «Вокруг света», «Смена», «Чудеса и Приключения», «Свет» и др. Геннадий Смолин — автор 8 книг
В 2007 году опубликовал новую биографию Вольфганга Амадея Моцарта, основанную на нейтронно-активационном анализе сохранившихся волос композитора и выводах немецких музыковедов и учёных-медиков Гунтера Дуды, Дитера Кернера и Вольфганга Риттера — подтверждающих версию отравления Моцарта.
Летом 2008 года в Обнинске вокруг смолинской биографии Моцарта разгорелся скандал, связанный с обвинениями Смолина в плагиате. В августе 2008 года обнинский поэт Валерий Прокошин в своём блоге рассказывал о скандале:
В 1991 году в издательстве «Музыка» вышла книга четырёх немецких врачей (Дальхов, Дуда, Кернер, Риттер) о Моцарте «Хроника последних лет жизни и смерть» и «Так был ли он убит?» в переводе обнинского автора Виктора Изгородина. В середине 90-х он с супругой Галиной Цукер уезжают на ПМЖ в Германию. Два с половиной года назад Изгородин умер.

А в 2007 году в московском издательстве «Епифанов» был издан роман-расследование «Моцарт» другого обнинца, члена СП России Геннадия Смолина. Эта книга выдвинута в 2008 году на премию «Национальный бестселлер».

 
Этим летом в Обнинск в гости приезжает вдова Изгородина, и ей на глаза попадается смолинский «Моцарт». Она читает его и обнаруживает, что процентов 40 текста слово в слово содрано с переводной книжки её мужа. Смолин даже не удосужился переписать чужой текст своими словами. Естественно, никаких ссылок не даётся.

## Участие в творческих и общественных организациях
- Член Союза писателей России (с 1991)[1]
- Член Союза журналистов России (с 1995)[1]

## Литературные премии
- 2008 — Длинный список премии «Национальный бестселлер» («Гений и злодейство»)[6]

### Публикации Геннадия Смолина

#### Книги
- Смолин Геннадий. И день прошёл: [Рассказы, новеллы]. — М.: Современник, 1985. — 128 с.
- Смолин Геннадий. Смех и слёзы Федьки Фыкина: [Повесть, рассказы]. — М.: Молодая гвардия, 1989. — 204 с. — ISBN 5-235-00758-1.
- Смолин Геннадий. Гений и злодейство: [Биография Моцарта]. — М.: Издатель В. И. Епифанов, 2007. — 448 с. — 5000 экз. — ISBN 5-901587-09-X.
- Смолин Геннадий. Берлинский лабиринт: [Политический детектив]. — М.: Звонница-МГ, 2010. — 384 с. — 1000 экз. — ISBN 978-5-88093-213-9.

#### Журнальные публикации
- Смолин Геннадий. Пророк погоды // Чудеса и приключения. — 1995. — № 11.

### О Геннадии Смолине
- Quod erat demonstrandum // Завтра. — 2 января 2007 года. — № 1 (684).
- Сурин Сергей. О чём умирал Моцарт: [Рецензия на книгу Геннадия Смолина «Гений и злодейство»] // Литературные кубики. Архивировано 12 декабря 2013 года.
- Прокошин Валерий. Страсти по Моцарту (15 августа 2008). Дата обращения: 4 декабря 2013.
- Обнинский писатель издал книгу про шпионов (недоступная ссылка — история) // Kalugaonline. — 10 сентября 2010 года.
- Коротков Сергей. Физики и лирики // Весть. — 25 июля 2013 года.